# Oratorio di Sant'Antonio (Valmozzola)
L'oratorio di Sant'Antonio è un luogo di culto cattolico dalle forme rinascimentali situato nel piccolo borgo di Sozzi di Gusaliggio, frazione di Valmozzola, in provincia di Parma e diocesi di Piacenza-Bobbio; è sussidiario della parrocchiale di Santa Maria Assunta di Pieve di Gusaliggio e fa parte del vicariato della Val Taro e Val Ceno.

## Storia
Il luogo di culto, intitolato a sant'Antonio di Padova, fu costruito nel XVI secolo quale oratorio privato della nobile famiglia dei De Mutio.
Nel 1836 l'edificio fu sottoposto a lavori di restauro che interessarono la facciata e in particolare il portale d'ingresso, che fu rifatto.

## Descrizione

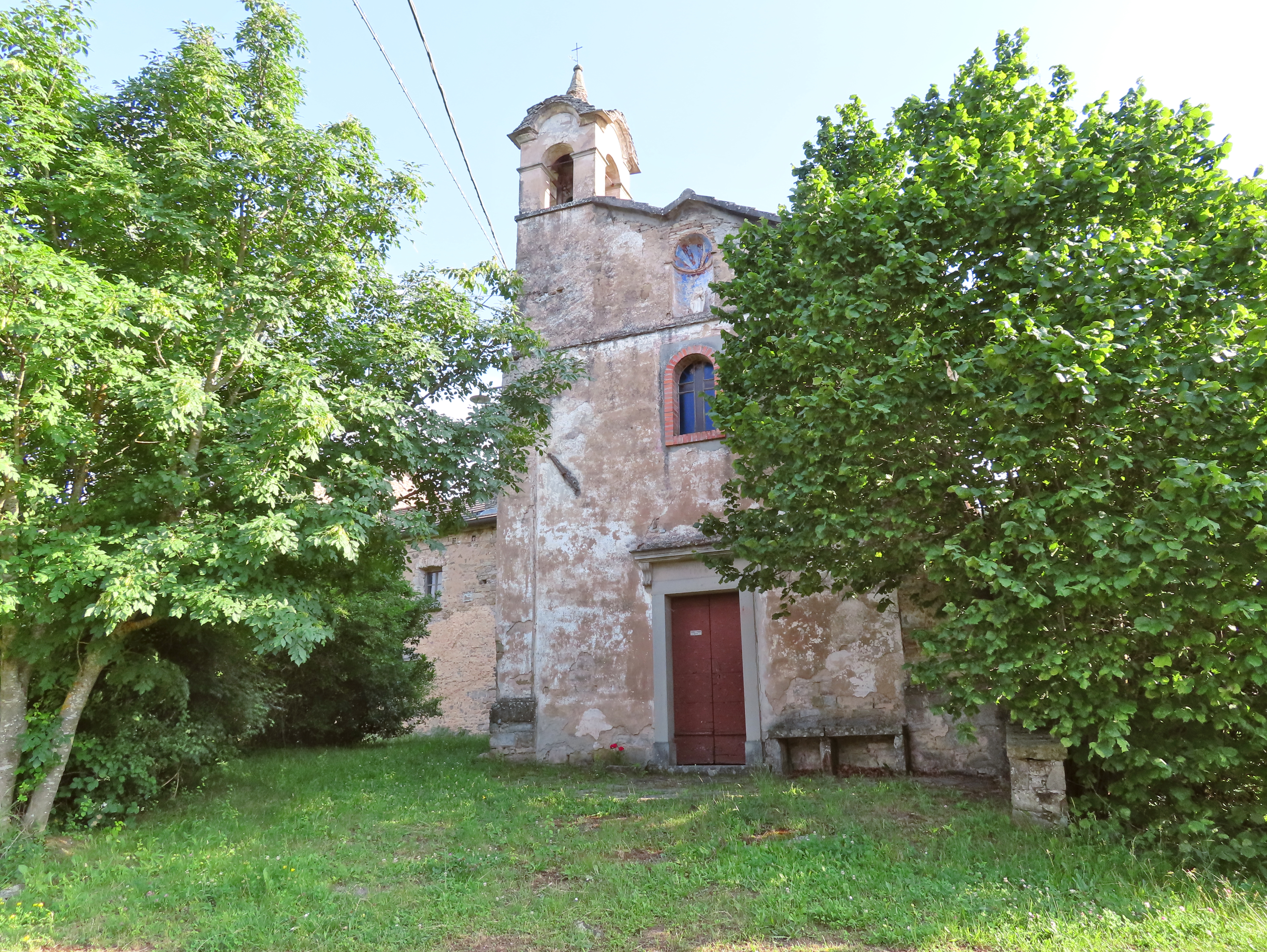
Facciata

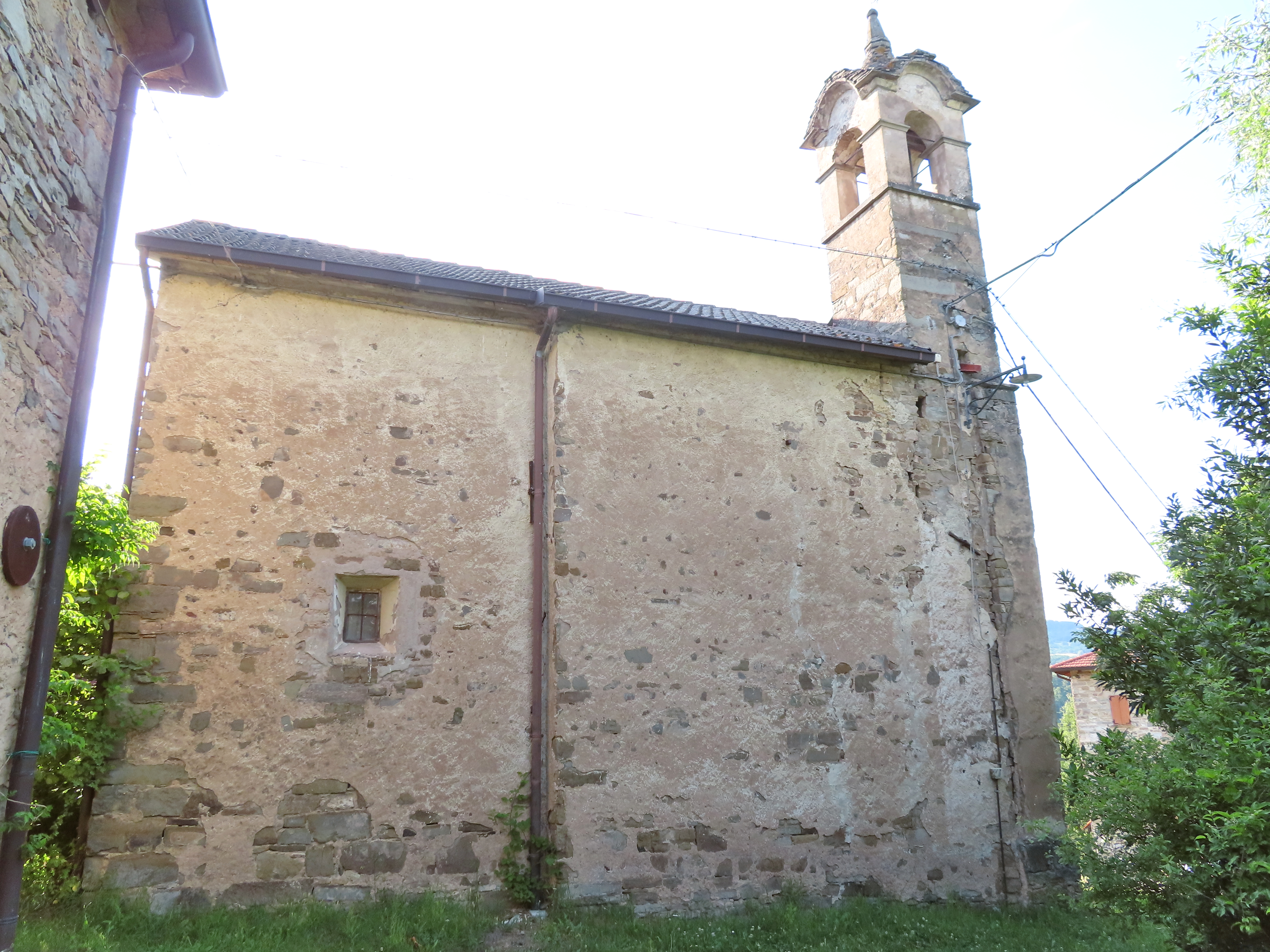
Lato est

Il piccolo oratorio si sviluppa su un impianto a navata unica, con ingresso a nord e presbiterio a sud.
L'asimmetrica facciata, interamente intonacata, è affiancata alle estremità da due lesene prive di capitello; al centro è collocato l'ampio portale d'ingresso delimitato da una cornice e sormontato da un architrave su mensoline in aggetto; più in alto si apre una monofora ad arco a tutto sesto con cornice in laterizio; in sommità si staglia il frontone triangolare, contenente nel mezzo una nicchia ad arco a tutto sesto; il timpano è interrotto sulla sinistra, ove si eleva il piccolo campanile, la cui cella campanaria si affaccia sulle quattro fronti attraverso aperture ad arco a tutto sesto; ogni lato della torre è coronato da frontoni curvilinei, mentre in sommità si innalza una guglia a profilo mistilineo.
All'interno la navata, coperta da una volta a crociera decorata con affreschi a motivi floreali e geometrici, è decorata sugli spigoli da lesene coronate da capitelli dorici, a sostegno del cornicione perimetrale modanato in aggetto.
Il presbiterio, lievemente sopraelevato, è preceduto da un arco trionfale a tutto sesto, retto da paraste; l'ambiente, chiuso superiormente da una volta a botte dipinta, è illuminato da una piccola finestra sulla sinistra.